# Walking into Clarksdale
Walking into Clarksdale è un album musicale del 1998 di Robert Plant e Jimmy Page, rispettivamente voce e chitarra dei Led Zeppelin. 

## Il disco
Dopo lo scioglimento del gruppo nel 1980 a causa della morte del batterista John Bonham, i due musicisti erano tornati a collaborare per l'album dal vivo No Quarter: Jimmy Page and Robert Plant Unledded del 1994 (che nel 2004 fruttò anche un dvd, Unledded). Walking into Clarksdale è il secondo e fino ad oggi ultimo album della riformata coppia; mentre il precedente vedeva soprattutto brani dei Led Zeppelin ri-eseguiti con nuovi arrangiamenti, questo contiene pezzi inediti. Il brano Most High fu presentato a Sanremo nel 1998.

## Tracce
Tutte le tracce sono state scritte da Page, Plant, Jones e Lee.
1. Shining in the light - 4:01
2. When the world was young - 6:13
3. Upon a golden horse - 3:52
4. Blue train - 6:45
5. Please read the letter - 4:21
6. Most high - 5.36
7. Heart in your hand - 3:50
8. Walking into clarksdale - 5:18
9. Burning up - 5:21
10. When I was child- 5:45
11. House of love - 5:35
12. Sons of freedom - 4:08

## Formazione
- Robert Plant - voce
- Jimmy Page - chitarre
- Charlie Jones - basso
- Michael Lee - batteria

## Crediti
- Prodotto da Jimmy Page e Robert Plant
- Registrato e mixato da Steve Albini
- Assistente di studio: Paul Hichs
- Registrato, mixato e masterizzato agli Abbey Road Studios - Londra